# Насекина, Анна Александровна
Анна Александровна Насекина (род. 16 августа 1987, Москва) — российская спортсменка, выступавшая в синхронном плавании, 5-кратная чемпионка мира, 2-кратная чемпионка Европы, Заслуженный мастер спорта России.

## Карьера
Родилась и живёт в Москве.
Выступала за Московское городское физкультурное объединение Москомспорта («МГФСО»). Первый тренер — Э. Жукова.
В сборной команде России по синхронному плаванию с 2005 по 2009 года. Чемпионка мира (2007, 2009), Чемпионка Европы (2006). Была запасной на Олимпийских играх 2008.
Выпускница факультета журналистики Московского государственного университета им. М. В. Ломоносова. Работает детским тренером по синхронному плаванию.

## Награды и звания
- Заслуженный мастер спорта России (2007)
- Мастер спорта России международного класса